# Nyctimene albiventer
Nyctimene albiventer је врста сисара из реда слепих мишева и породице велики љиљци.

## Распрострањење
Врста је присутна у Индонезији и Папуи Новој Гвинеји.

## Станиште
Врста Nyctimene albiventer има станиште на копну.
Врста је по висини распрострањена од нивоа мора до 1.900 метара надморске висине. 

## Угроженост
Ова врста није угрожена, и наведена је као последња брига јер има широко распрострањење.

### Популациони тренд
Популација ове врсте је стабилна, судећи по доступним подацима.